# Вольф, Людвиг
Людвиг Вольф (нем. Ludwig Wolff; 3 апреля 1893, Хемниц, Королевство Саксония — 9 ноября 1968, Мангейм) — немецкий офицер, участник Первой и Второй мировых войн, генерал пехоты, кавалер Рыцарского креста с Дубовыми листьями.

## Начало военной карьеры
В апреле 1912 года поступил на военную службу фанен-юнкером (кандидат в офицеры), в пехотный полк. С сентября 1913 — лейтенант.

## Первая мировая война
Командовал пехотной ротой. С марта 1917 года — старший лейтенант. За время войны награждён Железными крестами обеих степеней и ещё тремя орденами.

## Между мировыми войнами
Продолжил службу в рейхсвере. К началу Второй мировой войны — командир пехотного полка, полковник.

## Вторая мировая война

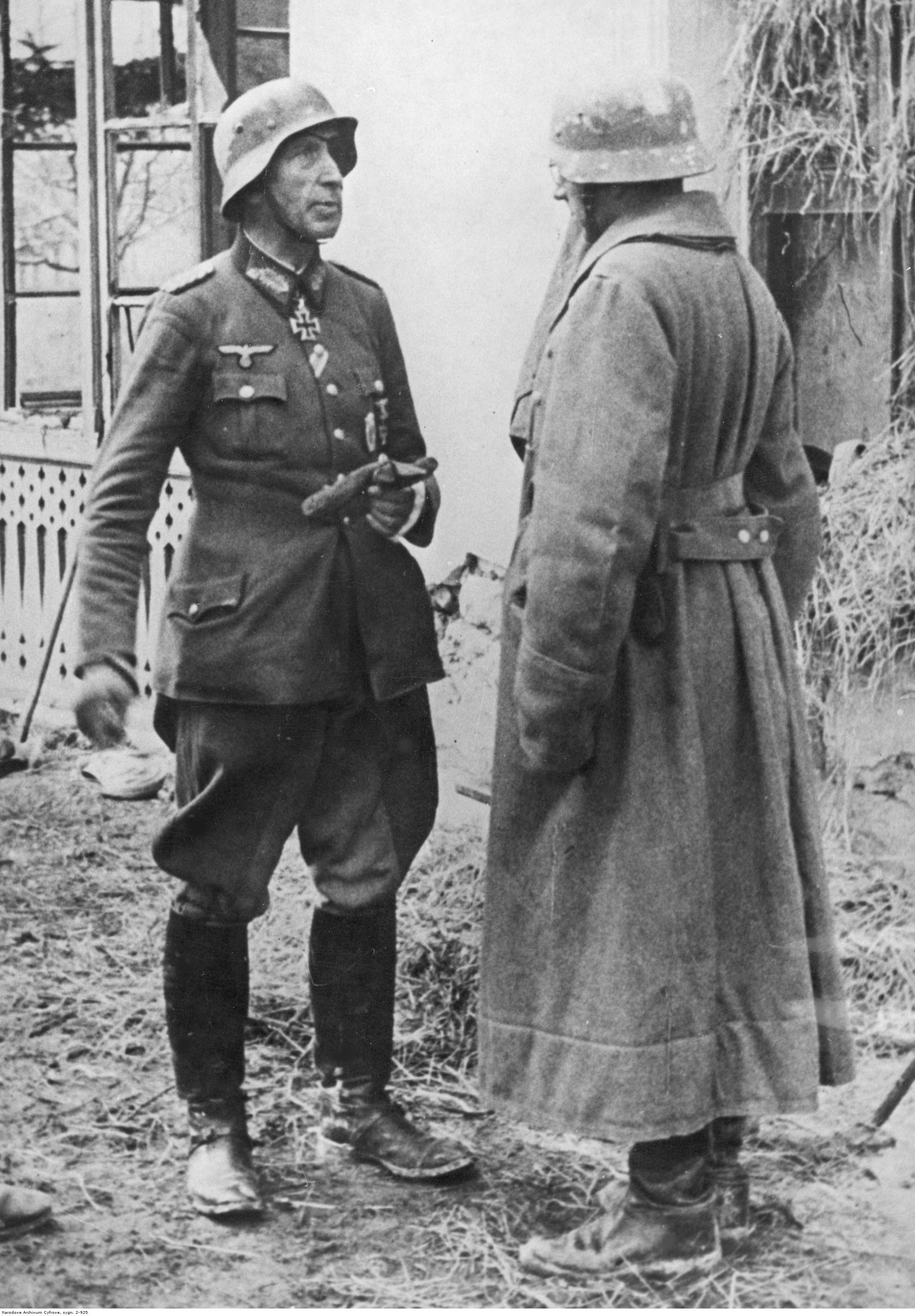
Генерал Вольф на фронте под Севастополем, февраль 1942

В сентябре-октябре 1939 года — участвовал в Польской кампании, награждён планками к Железным крестам обеих степеней (повторное награждение).
В мае 1940 года — участвовал во Французской кампании, награждён Рыцарским крестом. Был тяжело ранен.
С июля 1941 года — преподаватель в военном училище. С сентября 1941 — генерал-майор.
С октября 1941 года — участвовал в германо-советской войне, командир 22-й пехотной дивизии. Бои в Крыму.
В июне 1942 года — награждён Дубовыми листьями к Рыцарскому кресту (за взятие Севастополя). С сентября 1942 — инспектор подготовки сухопутных сил, генерал-лейтенант.
С 25 декабря 1943 года — командующий 33-м армейским корпусом (в Норвегии).
С января 1944 года — в звании генерал пехоты. В сентябре-декабре 1944 — на лечении в госпитале (в Берлине).
С января 1945 года — инспектор в венгерской армии. С апреля 1945 — в командном резерве. После капитуляции Германии — взят в американский плен (отпущен на свободу в июне 1947).

## Награды
- Спасательная медаль (Королевство Пруссия)
- Железный крест 2-го класса (ноябрь 1914) (Королевство Пруссия)
- Военный орден Святого Генриха рыцарский крест (19 сентября 1916) (Королевство Саксония)
- Железный крест 1-го класса (28 июня 1917)
- Орден Заслуг рыцарский крест 2-го класса с мечами(Королевство Саксония)
- Орден Альбрехта рыцарский крест 2-го класса с мечами(Королевство Саксония)
- Почётный крест Первой мировой войны 1914/1918 с мечами
- Пряжка к Железному кресту 2-го класса (13 мая 1940)
- Пряжка к Железному кресту 1-го класса (18 мая 1940)
- Нагрудный штурмовой пехотный знак в серебре
- Медаль «За зимнюю кампанию на Востоке 1941/42»
- Крымский щит
- Немецкий крест в золоте (8 февраля 1942)
- Рыцарский крест Железного креста с дубовыми листьями
  - рыцарский крест (26 мая 1940)
  - дубовые листья (№ 100) (22 июня 1942)
- Орден Михая Храброго 3-го класса (8 мая 1942) (Королевство Румыния)